# Eupithecia collineata
Eupithecia collineata là một loài bướm đêm trong họ Geometridae.